# 시모히로카와촌
시모히로카와촌(下広川村)은 후쿠오카현 야메군에 있던 촌이다. 현재의 지쿠고시, 구루메시, 히로카와정의 일부에 해당한다.